# ティム・パーマー
ティム・パーマー（Tim Palmer、1962年10月4日 - ）は、イギリスの音楽プロデューサー、レコーディング・エンジニア、ギタリスト、ロックおよびオルタナティヴ・ミュージックのソングライターである。彼はパール・ジャムのデビュー・アルバム『ten』（1991年）や、U2のアルバム『オール・ザット・ユー・キャント・リーヴ・ビハインド』（2000年）の楽曲のミックスを担当している。パーマーは40年以上にわたって音楽をプロデュースしており、U2、ロバート・プラント、オジー・オズボーン、ティアーズ・フォー・フィアーズ、ミッション、マイティ・レモン・ドロップス、ジーン・ラヴズ・ジザベル、パール・ジャム、デヴィッド・ボウイのティン・マシーン、HIM、ブルー・オクトーバー、ジェイソン・ムラーズ、ポリフォニック・スプリー、ハウス・オブ・ラヴ、テキサス、ターヤ・トゥルネン、ザ・キュアー、カッティング・クルー、ポーキュパイン・ツリー、フェイス・ヒル、グー・グー・ドールズ、ライブ、キャンディス・スプリングス、スウィート・ウォーター、ラン・ラン、スウィッチフット、リズ・ライト、ビリー・チャイルズ、ゴールドフィンガー、J.D.サウザー、スティーヴ・グランド、ピティ、オーランド・ドレイヴンなどのアーティストと共同で作業している。

## 略歴
ティム・パーマーはロンドンでキャリアをスタートさせた。1980年代初頭、パーマーはロンドンにあるユートピア・スタジオのアシスタント・エンジニアとして、マーク・ノップラーやデッド・オア・アライヴなどのミュージシャンと仕事をしていた。21歳になるまでに、カッティング・クルーのためにミックスした「愛に抱かれた夜（(I Just) Died in Your Arms）」（1986年）という、彼にとって自分が関わった最初のナンバー1シングルを手に入れた。1980年代後半にパーマーは音楽プロデューサーとなり、彼の耳と技術的な知識が、マイティ・レモン・ドロップス、彼が数年間一緒に働いたミッション、ジーン・ラヴズ・ジザベルなどのグループに貢献した。1988年、パーマーはロック・シンガーであるロバート・プラントのアルバム『ナウ・アンド・ゼン』（全米トップ10アルバム）や、1989年にデヴィッド・ボウイがティン・マシーン名義でデビューしたLP『ティン・マシーン』をプロデュースした。
1990年代に、パーマーはマザー・ラヴ・ボーン、ザ・キュアー、スポンジ、ワイアー・トレイン、ジェイムス、キャサリン・ホイール、ネッズ・アトミック・ダストビン、コンクリート・ブロンドなど、さまざまなグループのミキシングにさらに力を入れ始めた。彼はハウス・オブ・ラヴのためにアルバム『シャイン・オン (The House of Love)』（1990年）をプロデュースし、パール・ジャムのためにアルバム『ten』（1991年）をミキシングした。このアルバムは1,400万枚以上を売り上げ、アメリカ史上、最も売れたアルバムのトップ50にランクインした。『ローリング・ストーン』誌は最近になって、パール・ジャムのアルバム『Ten』を史上最大のデビュー作品として投票で選んでいる。また、ティアーズ・フォー・フィアーズのアルバム『ブレイク・イット・ダウン・アゲイン』（1993年）、『キングス・オブ・スペイン』（1995年）、『Everybody Loves A Happy Ending』（2004年）でもプロデュースに携わっている。
パーマーは自身のミキシング施設を建設するためにカリフォルニア州ロサンゼルスに転居し、U2のアルバム『オール・ザット・ユー・キャント・リーヴ・ビハインド』のミキシング作業でグラミー賞にノミネートされた。彼は、プラチナを売り上げたアルバム『ダウン・トゥ・アース』（2001年）をオジー・オズボーンと一緒にプロデュースおよび作曲したり、ポーキュパイン・ツリーの『イン・アブセンティア』（2002年）をミックスした。パーマーはその後、スウィッチフットや、グー・グー・ドールズ、HIMのアルバム『ダーク・ライト』、『ヴィーナス・ドゥーム』のためにプロデュースや、ミックスを担当した。2009年に彼のスタジオをテキサス州オースティンに移して以来、ジェイソン・ムラーズ、ブルー・オクトーバー、ボブ・シュナイダーのためにプロデュースし、ミックスを行ってきた。パーマーはSXSWで3年間モデレーターを務めており、ザ・レコーディング・アカデミーのテキサス支部にて支部長を務めている。彼は、ボブ・シュナイダーやクワイエット・カンパニーなど、いくつかのオースティンのバンドの曲をミックスした。
パーマーは、Julien-Kのデビュー・アルバム『Death to Analog』（2009年）をミックスした。その年、グー・グー・ドールズの9枚目のスタジオ・アルバム『サムシング・フォー・ザ・レスト・オブ・アス』で一緒に働き、ノルウェーのロック・バンド、マリス・イン・ワンダーランドのシングル「City Angel」をミックスしている。2010年、パーマーはターヤ・トゥルネンのアルバム『ホワット・ライズ・ビニース』（ターヤ名義）の収録曲に取り組んだ。彼はブルー・オクトーバーの2003年のアルバム『History For Sale』をミックスして以来、ブルー・オクトーバーと緊密な協力関係を続けることとなり、2011年のアルバム『Any Man in America』をプロデュースし、アルバム『Sway』『Home』『I Hope You're Happy』をミックスしている。
2012年11月、パーマーはロンドンでHIMのアルバム『Tears on Tape』をミックスし、2013年1月の時点で、Polyphonic Spreeから発売予定の新しいアルバムをミックスして共同でプロデュースした。彼はまた、ターヤ・トゥルネンと一緒に彼女のアルバム『カラーズ・イン・ザ・ダーク』（ターヤ名義）で再び仕事した。
最近では、パーマーは音楽プロデューサーのラリー・クラインのために多くのジャズ・アルバムをミックスしている。彼らは一緒に、ビリー・チャイルズ、リズ・ライト、J.D.サウザー、キャンディス・スプリングス、ラン・ラン、ヘイリー・タックと仕事しており、最近では、サックス奏者のドニー・マッカスリンをフィーチャーしたチャーリー・パーカーのトリビュート・アルバム『The Passion of Charlie Parker』で一緒に仕事している。
2017年、パーマーはティアーズ・フォー・フィアーズのシングル「I Love You but I'm Lost」をミックスした。13年ぶりの新曲で、BBCラジオ2にて、すぐに「今週のレコード」と銘打たれた。
近年、パーマーはザ・レコーディング・アカデミーで積極的に役割を果たしている。彼はテキサスの理事会メンバーを3期務めており、現在は全米評議員を務めている。パーマーはまた、オースティンの非営利団体ブラックフレットの諮問委員会にも参加している。